# Dunvlerkspanner
De dunvlerkspanner (Lycia hirtaria) is een nachtvlinder uit de familie Geometridae, de spanners. De vlinder komt voor in Eurazië.
De grijsbruin getekende vlinder heeft een spanwijdte tot 45 millimeter.

## Leefwijze
De vlinder vliegt van half maart tot begin juli. De rupsen komen vooral voor op iep, linde, pruim, peer en wilg vanaf mei tot juli.

## Voorkomen
Komt voor in heel Noord-Europa met uitzondering van IJsland. In Londen is de vlinder zeer algemeen en zit soms met honderden tegelijk op een boomstam.
De vlinder komt in Nederland voor in Gelderland, op de Utrechtse Heuvelrug, het uiterste noorden van Limburg, ten zuidwesten van Eindhoven, in de Noord-Hollandse duinen en op Terschelling.